# Badehaus (Schelklingen)
Das ehemalige Badehaus ist ein Fachwerkbau auf einem zweistockigen Steinsockel in der Stadt Schelklingen im Alb-Donau-Kreis in Baden-Württemberg. Das vom Landesamt für Denkmalpflege Baden-Württemberg nicht für denkmalschutzwürdig befundene Gebäude soll 2018 abgerissen werden.

## Lage
Das Haus steht am Ende der Färbergasse Richtung Ach, wo sich durch die Einmündung der Schloßgasse ein größerer freier Platz bildet. Von Südosten stößt die heutige Achgasse, ehemals „im Suessenloch“ genannt, hinzu. Das Gebäude grenzt mit der Südseite an die ehemalige Stadtmauer; diese wurde aber bei der Errichtung des Hauses abgetragen. Direkt neben dem Gebäude befand sich eines der beiden Wassertore. Das Gebäude wurde mindestens bis ins frühe 18. Jahrhundert als Badestube oder Badehaus benutzt und war gleichzeitig Wohnhaus des Baders. Eine Lage direkt am Fluss und an den ehemaligen Wassertoren war notwendig, um weite Transportwege für das in großen Mengen benötigte Wasser zu vermeiden.
Das Haus hatte zwischen sich im Osten, der Stadtmauer im Süden und dem Nachbargebäude Schloßgasse 3 (Nr. 48 des Stadtplans von 1893) einen ganz kleinen Wurzgarten, was darauf hindeutet, dass in dem Gebäude ausschließlich Handwerker ohne jede Landwirtschaft lebten. Weitere Gärten hatten die Einwohner Schelklingens allerdings in den verschiedenen „Baindten“ außerhalb der Stadt.

## Geschichte
Eine Badstube in Schelklingen wird erstmals 1356 erwähnt, als Erzherzog Peter von Österreich der Stadt Schelklingen erlaubte, die Einnahme über das Pfund Heller aus der Badstube zum Gottesdienst zu nehmen. Die erste Schelklinger Badstube reicht demnach wahrscheinlich noch bis in die Zeiten der Grafen von Berg-Schelklingen und möglicherweise bis in die Zeiten der Stadtgründung um 1234 zurück, denn der letzte Graf verstarb 1346. 1374 wird die Badstube zur Standortbestimmung eines anderen Hauses herangezogen. Im Urspringer Lagerbuch von 1475 ist die Rede von der „neuen Badstube“. Die Urspringer Lagerbücher von 1486 und 1502 führen die „neue Badstube“ noch als Anrainer auf. Am 6. September 1587 beschwert sich die Stadt Schelklingen bei der vorderösterreichischen Regierung in Innsbruck über das Kloster Urspring, weil es u. a. seinen Untertanen in Hausen o.U. verbot, nach Schelklingen ins Bad zu gehen.

## Besitzer
Die Zinsliste über den Wachterzins zu Schelklingen von 1529 führt die „alte Badstube“ auf und nennt als Bader den „Mayster Jäckle“ (nur der Vorname „Jacob“ wird benutzt). Ein weiterer Eintrag bezeichnet ihn als „Jacob Bader“. Hier wird auch die „neue Badstube“ wieder genannt.
Das Lagerbuch der Schelklinger Frühmesspflege von 1533 nennt wieder „Meister Jacob Bader“ auf der alten Badstube. Das neue Bad wird als Anrainer genannt.
Das Register über den Kleinen Pfarrzehnten von 1555 nennt den „Garten bei dem alten Bad“.
Ca. 1592 ist „Maister Caspar Beygkher Bader“ Anwander eines Gartens in der „unteren Baind“. Weiter unten im Text wird der Garten selbst als nach Kloster Urspring zinspflichtig aufgeführt. Dort wird er als „Caspar Beickher Bader“ bezeichnet. Ca. 1595 sind die Einträge fast identisch, da ca. 1592 wohl ein Konzept des Originals von ca. 1595 ist. Der Garten des Nachbarn stieß an „M[eister] Caspar Beickhen Badern“. Weiter unten beim Eintrag des Gartens wird er als „M[eister] Caspar Beickher Bader“ bezeichnet. Noch 1596/97 und 1597/98 war Caspar Begger/Begker Bürgermeister.
Im 17. Jahrhundert übernahm die Familie Keiderlin das Baderhandwerk; es war diejenige Familie, welche bis in die zweite Hälfte des 17. Jahrhunderts das Baderhandwerk in Schelklingen ausübte. Hans Keiderlin muss der erste Bader dieses Namens gewesen sein. Das Lagerbuch der Frühmess- und St. Afra-Pflege von 1607 nennt einen Hans Keiderlin und als Nachfolger wohl seinen Sohn Matheis (Matheus) Keiderlin. Matheus Keiderlin wird bereits im Urbar von ca. 1595 in einem Nachtrag als Wiesenanstösser erwähnt. Der Sohn des Matheus erhielt scheinbar den Vornamen des Großvaters; 1661 musste er („Hans Keuderlin, Bader“) für weitere drei Jahre auf Wanderschaft gehen. 1670 verkaufte Agatha Keuderlin, die Witwe Matheis Keuderlins, die Badstube an Franz Müller, der dieselbe wiederum seinem Schwiegersohn Martin Claus übergab. Dieser scheint nur bis 1709 Bader gewesen zu sein, denn 1710 wird Johann Ulrich Sigmayer als Chirurg genannt. Der Beruf des Baders scheint in der Folgezeit in dem des Chirurgen aufgegangen zu sein; die Badstube wurde anscheinend aufgelöst, denn sie wird im 18. Jahrhundert nicht mehr erwähnt. Spätestens mit dem Tod des Martin Claus dürfte der Betrieb einer Badstube in diesem Gebäude aufgehört zu haben. Joseph Enzenberger, welcher 1735 eine Haushälfte besaß, war kein Schwiegersohn, ebenso wenig Christoph Rick, Johann Blankenhorn (Plankenhorn) und Johannes Mack.

## Anlage
Das Gebäude hat fast quadratischen Grundriss und stellt eines der großen Gebäude in der Altstadt dar, weshalb es im Volksmund als Arche bezeichnet wurde. Das Fehlen von ausgedehnten Gärten am Haus verdeutlicht die reine Nutzung als Handwerkerhaus. Das Gebäude fällt innerhalb der Schelklinger Hauslandschaft dadurch auf, dass die beiden Stockwerke ganz aus Bruchstein aufgemauert wurden (sonst meist nur das Erdgeschoss). Auf den beiden Wohn- und Handwerksgeschossen sitzt ein mächtiger Dachstuhl aus Fachwerk auf, welcher in drei Stockwerke gegliedert ist. Der First ist Süd-Nord ausgerichtet. Noch 1914 lag das Fachwerk der beiden Giebel frei und wurde erst später verputzt.
1705 werden erstmals die Belastungen des Hauses genannt. Das ganze Haus zahlte der Prädikaturpflege, welche im Jahre 1506 gestiftet worden war, 3 Pfund Heller Bodenzins. Das ehemalige Prädikaturhaus, welches bis heute noch überwiegend im alten Baubestand erhalten ist, steht zwischen dem alten Pfarrhaus, der Stadtpfarrkirche und dem Spital (Maximilian-Kottmann-Platz 8; Nr. 117 des Stadtplans 1893). Zwischen 1705 und 1726 wurde das ehemalige Badehaus und das Wurzgärtle in zwei Hälften geteilt; die eine Hälfte behielt „Chyrurgus“ und Ratsherr Franz Müller (Miller), die andere Hälfte übergab er seinem Schwiegersohn und Färber Martin Claus. Jeder der beiden Besitzer zahlte die Hälfte mit 1½ Pfund Heller. Mit der späteren Aufhebung der Prädikaturpflege bzw. ihrer Vereinigung mit der Frühmesspflege werden keine Leistungen mehr erwähnt.
Am 2. Nov. 1731 verkaufte Ursula Haller, Witwe des verstorbenen Chirurgen Franz Müller ihren halben Hausanteil und halbes Wurzgärtle an Joseph Enzenberger. Die Räume werden einzeln aufgeführt. Im Erdgeschoss lagen die Viehställe. Die andere Haushälfte gehörte dem Färber Martin Claus; hierin lag das Farbhaus und die Mang. Das Haus hatte im Inneren einen eigenen Schöpfbrunnen für die Färberei, womöglich noch vom früheren Badebetrieb herrührend.
In der 1773 gegründeten vorderösterreichischen Feuerversicherungsanstalt war jede Haushälfte mit 250 Gulden versichert; der Hauswert betrug zusammen also 500 Gulden. Dieser Versicherungswert lag im obersten Fünftel der Versicherungsanschläge: höhere Anschläge hatten das Spital mit 800 fl, die Rosenwirtschaft mit 1500 fl, das Gasthaus zum Rößle mit 1850 fl, das Bemelberger Schlößle mit 1450 fl, um einige Beispiele zu nennen. Die durchschnittlichen Bürgerhäuser lagen unter 600 fl.

## Weitere Nutzung
Erst in der zweiten Hälfte des 19. Jahrhunderts erwarben Hafner Teile des Gebäudes. 1862 kommt Carl Heuschmid jung in den Besitz eines Teiles des Gebäudes und wohnte dort bis 1901. Von 1901 bis nach 1920 wohnte dort wohl sein Sohn Franz Heuschmid. Carl Heuschmid erbaute im Jahre 1870 eine neue Werkstatt mit Brennofen außerhalb der ehemaligen Stadtmauer am Achufer. Sie wird 1868 als „eine neue 1stockige Hafnerwerkstätte mit Brennofen außerhalb der Stadt, an der Ach, mit heizbaren Zimmer, unter einem Plattendach, von Stein, Giebel von Fachwerk“ beschrieben. Die Hafnerei bestand wohl bis 1899, denn in diesem Jahr wechselte der Besitzer.

## Abbruch
Nach dem Abbruch des Gebäudes kamen ehemalige Färbergruben zum Vorschein, eine Bestätigung dafür, dass hier ein Färber arbeitete.

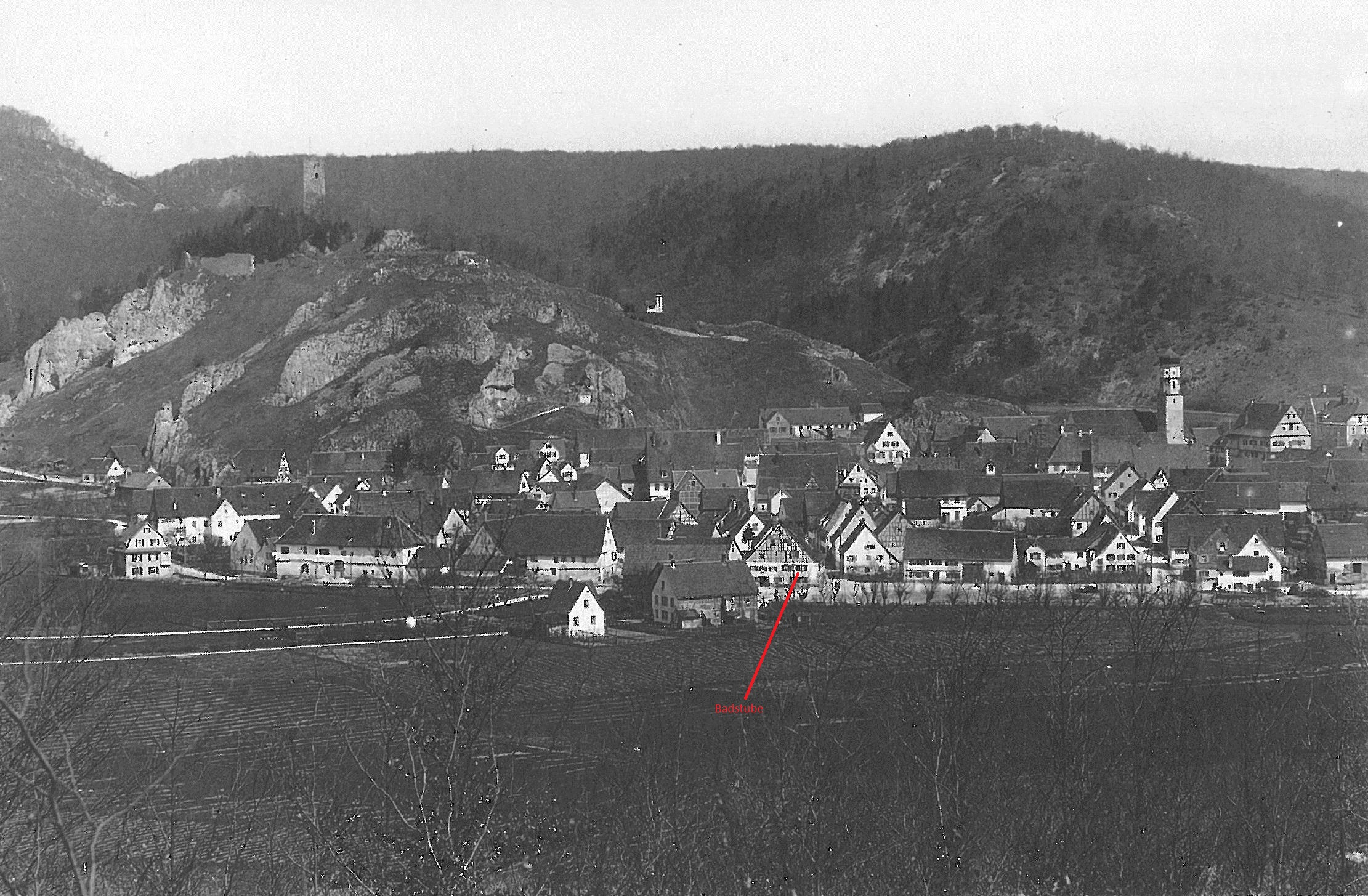
Schelklingen von Süden 1914 mit Hinweis auf das ehemalige Badehaus
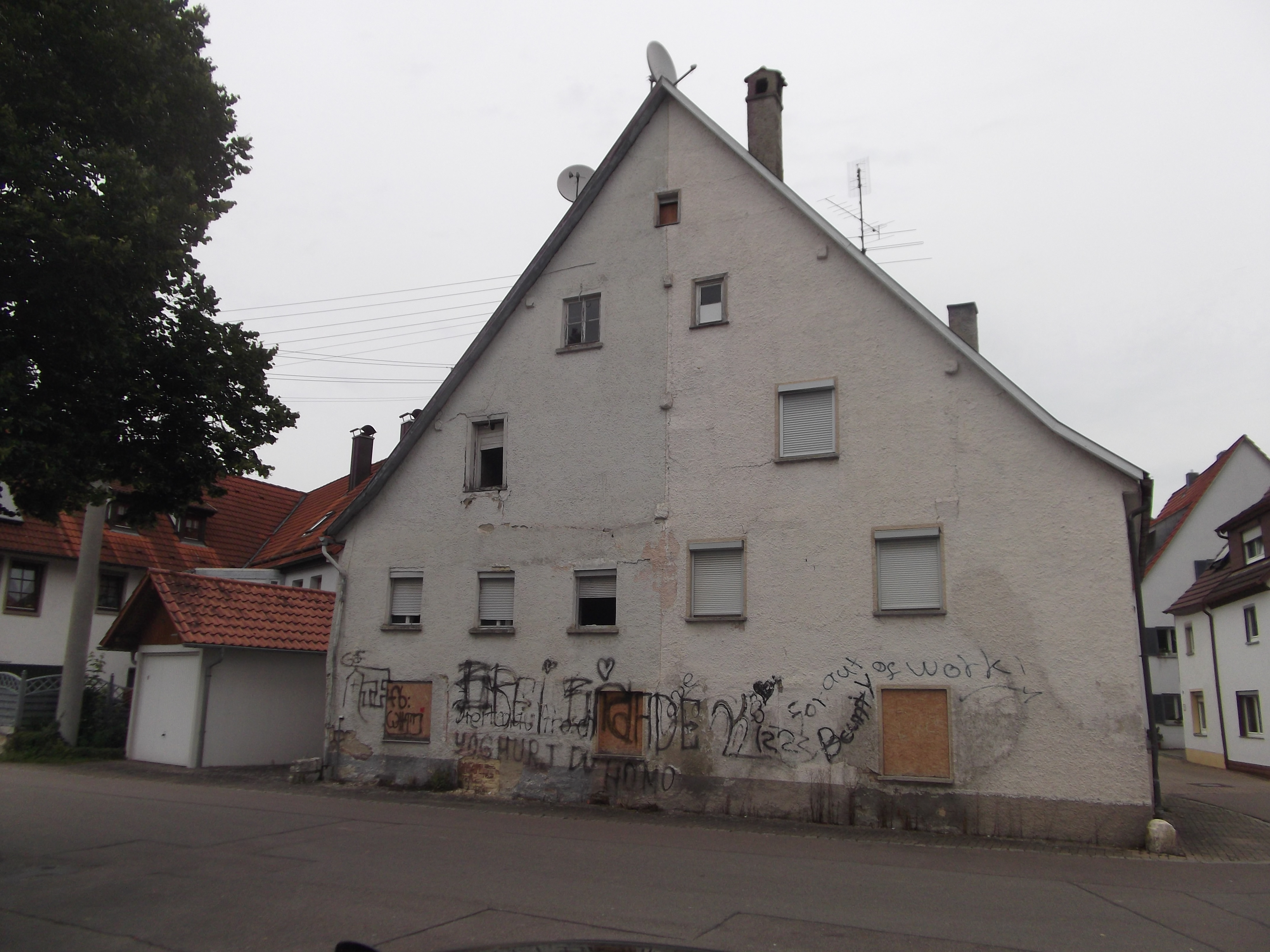
Ehemaliges Badehaus von Süden, „Zustand“ 2014
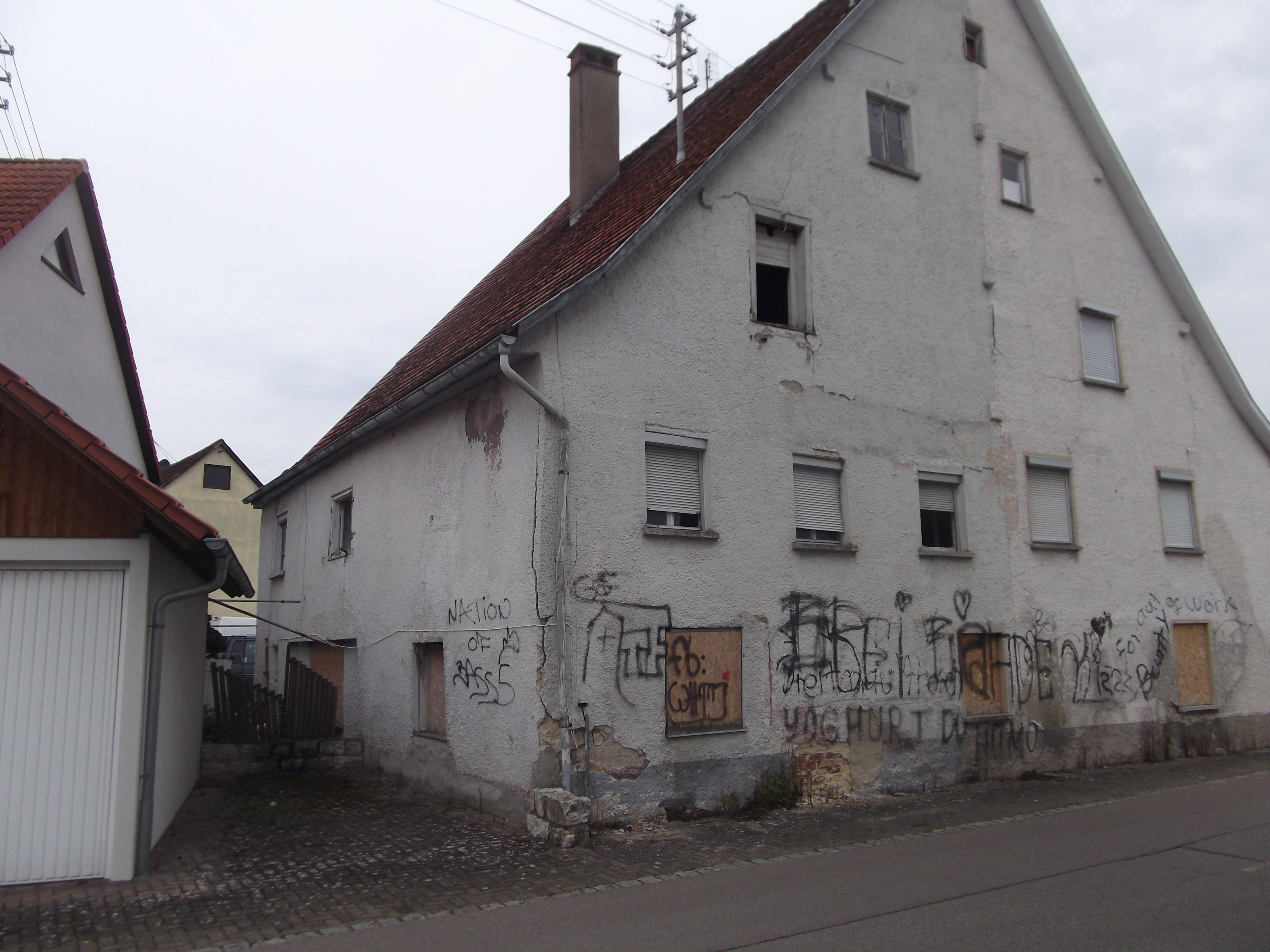
Ehemaliges Badehaus von Südwest, „Zustand“ 2014
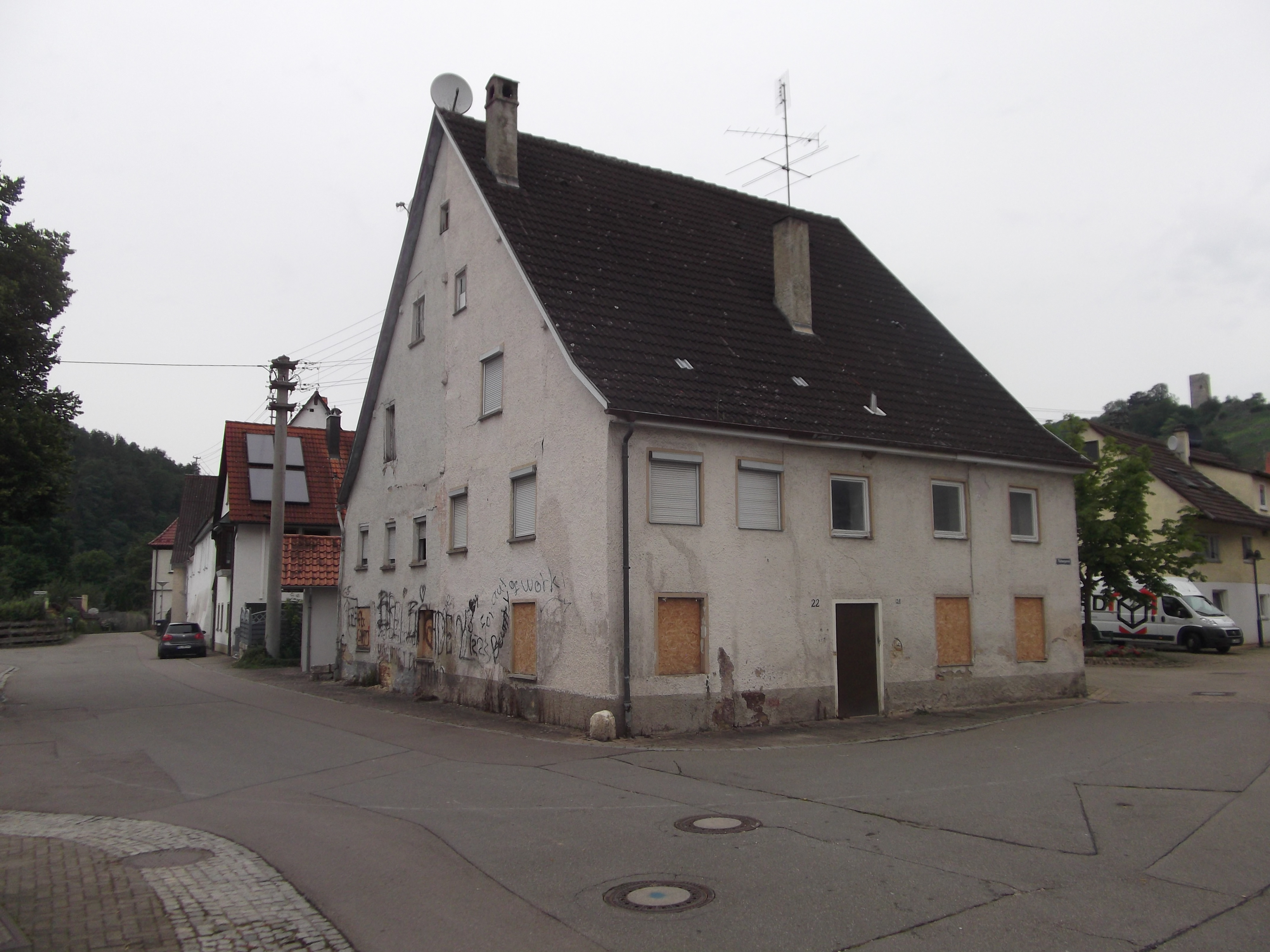
Ehemaliges Badehaus von Südost, „Zustand“ 2014
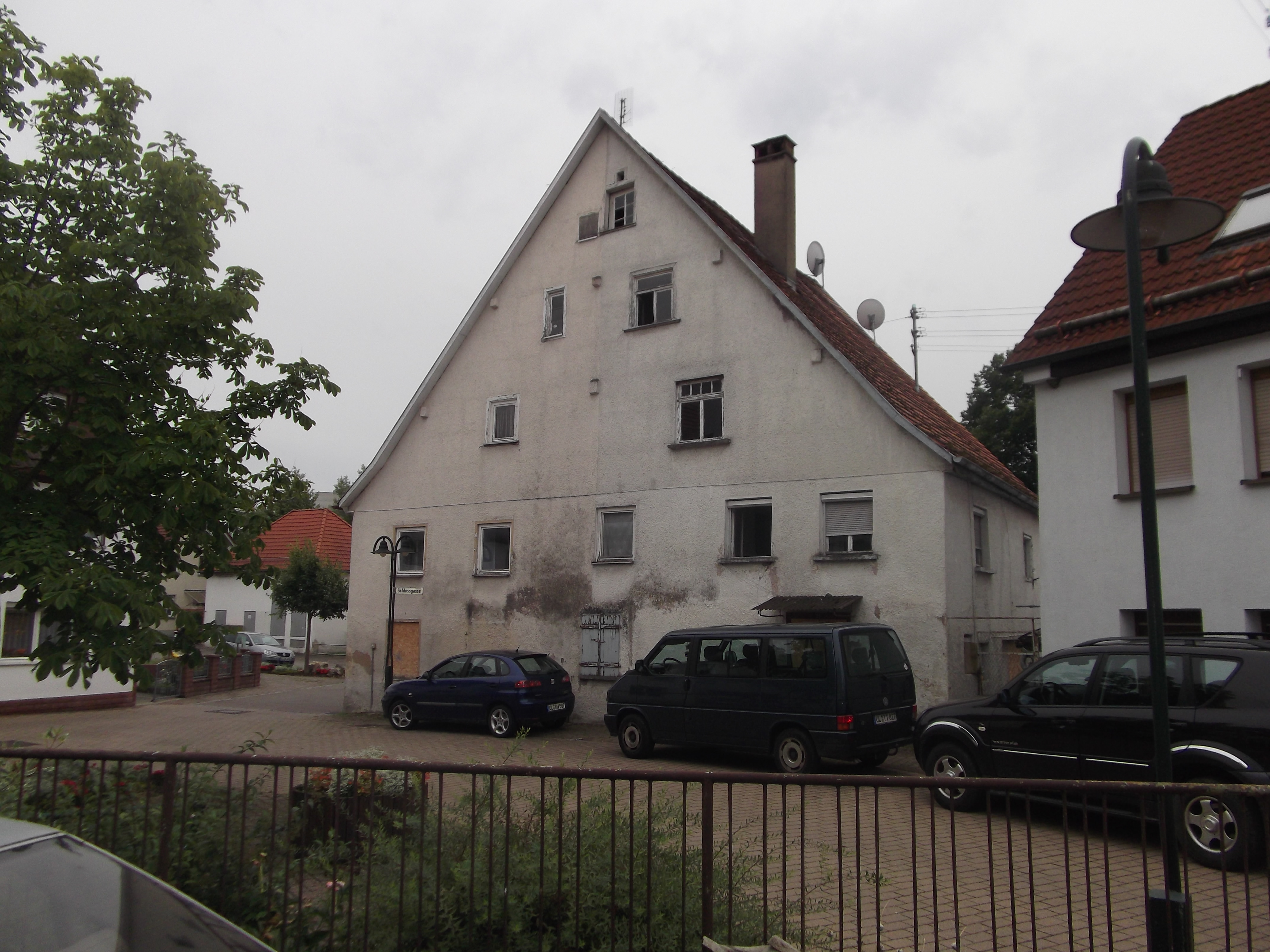
Ehemaliges Badehaus von Norden, „Zustand“ 2014
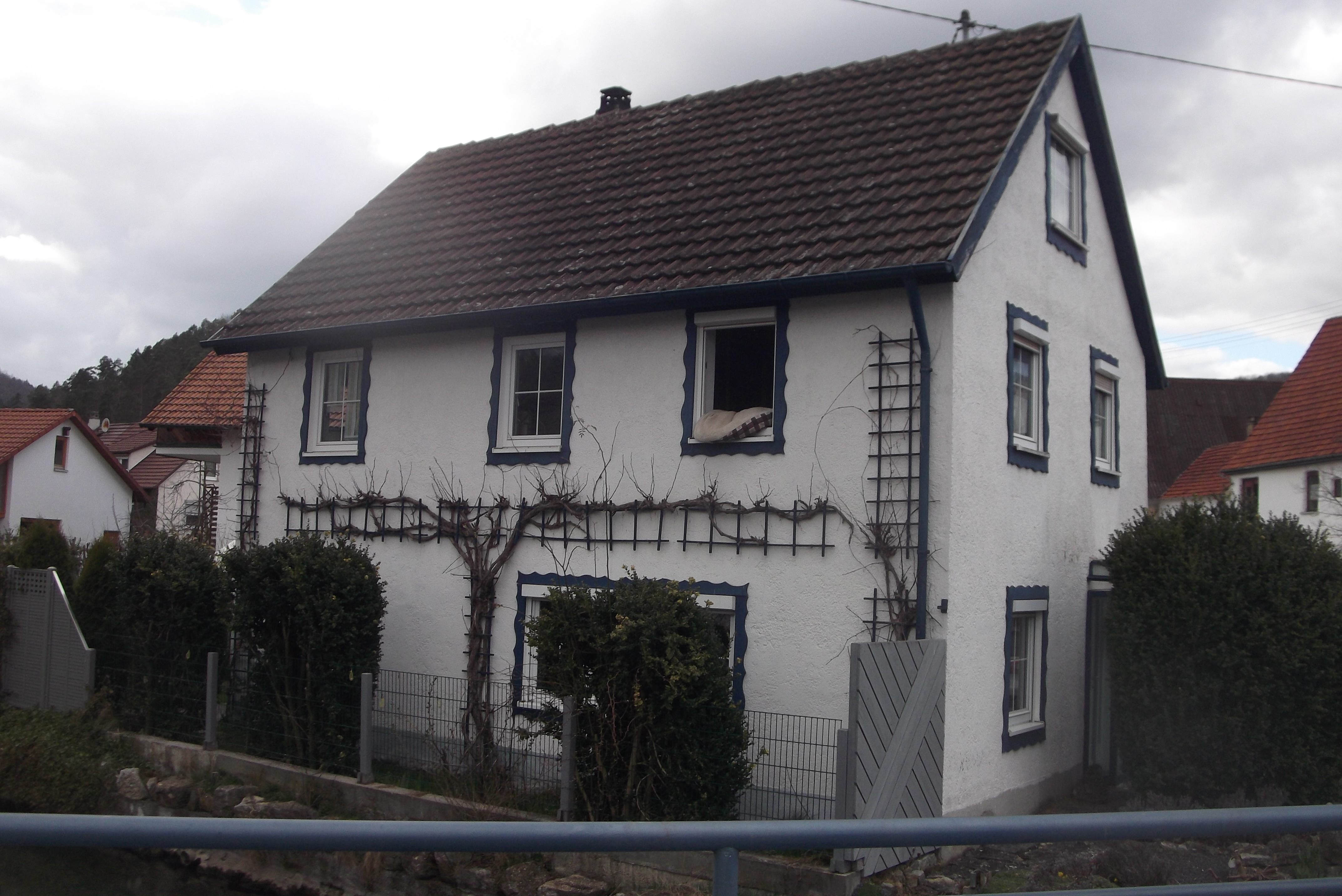
Ehemalige Hafnerwerkstatt des Carl Heuschmid jung an der Ach, erbaut 1870 (Foto 2015)

## Abkürzungen
Währung:
fl		Gulden;
kr		Kreuzer;
h		Heller;
ß h		Schilling Heller;
Sonstiges:
HStA Stgt	Hauptstaatsarchiv Stuttgart;
RP		Ratsprotokoll der Stadt Schelklingen;
StA		Stadtarchiv.